# Teminius conjuncta
Teminius conjuncta är en spindelart som beskrevs av Banks 1914. Teminius conjuncta ingår i släktet Teminius och familjen sporrspindlar.
Artens utbredningsområde är Costa Rica. Inga underarter finns listade i Catalogue of Life.